# NHL Collective Bargaining Agreement
Das Collective Bargaining Agreement der NHL (deutsch Gesamtarbeitsvertrag der NHL, kurz CBA) ist der „Tarifvertrag“ zwischen den Mannschaften der NHL und der Spielergewerkschaft National Hockey League Players’ Association (NHLPA). Der Vertrag wurde nach der Gründung der NHLPA im Jahr 1967 mit dem Ziel geschlossen, für typische Tarifverhandlungsbedingungen zu sorgen und seitdem mehrfach erweitert und ergänzt.

## Geschichte
Nach dem Lockout der Saison 1994/95, dem 38 der 84 Spieltage der Regular Season zum Opfer fielen, wurde das Vertragswerk erstmals umfassend geändert. Das neue Abkommen sollte zunächst sechs Jahre lang Bestand haben, wurde schließlich aber bereits vorzeitig bis zum 15. September 2004 verlängert. Als die Verhandlungen für einen neuen Vertrag erfolglos blieben, entschied die NHL, die Saison 2004/05 solange auszusetzen, bis eine Einigung getroffen werden konnte. Der zweite Lockout durch die Clubbesitzer in der Geschichte der höchsten nordamerikanischen Profiliga begann um 12.01 Uhr am 16. September. Als weitere Treffen zu keinem Ergebnis führten, gab NHL-Chef Gary Bettman am 16. Februar 2005 die komplette Saisonabsage bekannt. Auch die Bemühungen der ehemaligen Spieler und damaligen Clubbesitzer Wayne Gretzky und Mario Lemieux, Spieler und Clubs zusammenzubringen, blieben in den folgenden Tagen erfolglos.
Erst am 13. Juli 2005 einigten sich Clubbesitzer und Gewerkschaft auf die neuen Eckpunkte des CBA, die am 22. Juli 2005 ratifiziert wurden, sodass der 310 Tage dauernde Streik ein Ende fand. Das neue Vertragswerk mit der NHLPA hatte eine Laufzeit von sechs Jahren mit Option auf ein weiteres Jahr. Am 15. September 2012 lief der Vertrag aus, der Start der Saison 2012/13 war durch die laufenden Verhandlungen zwischen den Teambesitzern und der Spielergewerkschaft ungewiss. Am 6. Januar 2013 einigten sich Gewerkschaft und Teambesitzer auf einen neuen Vertrag. Die Saison wurde daraufhin auf 48 Spiele pro Team verkürzt. Außerdem wurden nur Spiele innerhalb der West- und der Eastern Conference ausgetragen. In der verkürzten Saison betrug der Salary Cap, die Obergrenze der kumulierten Spielergehälter, 60 Millionen Dollar. In der Saison 2013/14 stieg dieser auf 64,3 Millionen Dollar an.

## Collective Bargaining Agreement 2005
Die wichtigsten Eckpunkte der neuen, ab der NHL-Saison 2005/06 gültigen Vereinbarung vom 22. Juli 2005 waren:
- Alle bestehenden Spieler-Verträge werden um 24 Prozent reduziert.
- Für die Saison 2005/06 wurde der Salary Cap, die Gehaltsobergrenze jedes Teams, bei 39 Millionen US-Dollar liegen, die Untergrenze bei 21,5 Millionen Dollar. Diese Summen wurden durch den voraussichtlichen Umsatz von 1,7 Milliarden Dollar errechnet. Der Maximallohn der kürzlich beendeten Saison 2008/09 lag bei 56.700.000 US-Dollar pro Team.
- Ligaweit können die Spielergehälter nicht mehr als 54 Prozent des gesamten Umsatzes betragen.
- Anteile der Gehälter werden in einem Depot hinterlegt, bis die jeweils neue Gehaltsobergrenze für die folgende Saison feststeht.
- Der Minimalverdienst steigt von 185.000 Dollar auf 450.000 Dollar, im sechsten Jahr eines Vertrages auf 500.000 Dollar.
- Die zehn meistverdienenden Vereine zahlen zwischen drei und acht Millionen Dollar in einen Fonds, welcher anteilig an die 15 „ärmsten“ Teams weitergeleitet wird.
- Der Höchstverdienst eines Neueinsteigers via NHL Entry Draft liegt bei 850.000 Dollar. Erreicht solch ein Spieler alle erreichbaren Boni, kann er maximal 4,5 Millionen Dollar verdienen. Diese Boni sind in der Summe allerdings nur schwer erreichbar.
- Eine Gehaltsbestimmung wird auch von Vereinsseite möglich sein. Bislang hatten nur Spieler dieses Recht. So soll es möglich sein, dass Spielerverträge bei Spielern, die schlechte Leistungen bringen, abgewertet werden können.
- Unangekündigte Dopingkontrollen werden mindestens zweimal im Jahr durchgeführt. Positive Testergebnisse bedeuteten beim ersten Mal eine Sperre von 20 Spielen, beim zweiten Mal von 60 Spielen, darüber hinaus lebenslange Sperre.
- Die Spieler der NHL konnten an den Olympischen Winterspielen 2006, sofern nominiert, teilnehmen. Die Liga legte während des Turniers eine Spielpause ein.